# Réforme économique
Une réforme économique est une politique publique ou un ensemble de politiques publiques qui visent à modifier le mode de fonctionnement d'un système économique. Il peut s'agir de la création de règlementations ou d'ajustements structurels.

## Concept
L'objectif des réformes économiques est d'améliorer la situation économique d'un pays. Cela peut répondre à différents sous-objectifs, tels que la diminution du taux de chômage, la réduction des inégalités de revenu, ou l'augmentation du PIB.
Les réformes économiques peuvent faire l'objet de divers blocages réglementaires ou institutionnels. L’OCDE souligne que « procéder à une réforme économique n'est pas chose aisée. Les mesures qu'il faut quelquefois prendre sont douloureuses pour certains groupes qui risquent alors de s'organiser pour y faire barrage, alors que ceux à qui la réforme profitera sont plus difficiles à mobiliser. La logique de l'action collective entre ici en jeu, mis aussi la logique de l'économie politique de la réforme ».
Les gouvernements demandent périodiquement à des personnalités qualifiées de rédiger des programmes de réformes afin de les appliquer en vue d'atteindre les sous-objectifs du gouvernement. Cela est par exemple le cas de la Commission Attali.
Certaines réformes économiques permettent un décollage du pays concerné. Le cas de la Chine est souvent cité, car ses mesures de libéralisation de l'économie post-maoïste stimulent la croissance et permettent une croissance importante dans les décennies qui suivent. D'autres ont des succès plus mitigés, ce qui est par exemple le cas des économies de transition d'Europe de l'Est après la dislocation de l'URSS,.